# Mihkel Aitsam (Schriftsteller)
Mihkel Aitsam (* 19. Novemberjul. / 1. Dezember 1877greg. in Sääla, Landgemeinde Vigala; † 17. Juni 1953 in Vigala) war ein estnischer Schriftsteller und Journalist.

## Leben
Aitsam ging von 1885 bis 1893 in Velise, Landgemeinde Märjamaa, zur Schule. Ab 1900 war er Mitarbeiter verschiedener Zeitungen, für die er neben Nachrichten auch Erzählungen verfasste. Infolge seiner Beteiligung an der Revolution von 1905 musste er eine fünfmonatige Haftstrafe verbüßen. Später arbeitete er bei der Estnischen Gesellschaft der Landwirte (1909–1920) und ab 1919 in der Redaktion des Päevaleht (bis 1940). Danach lebte er als Pensionär in Vigala.

## Werk
Aitsam widmete fast sein gesamtes Œuvre dem Kampf der estnischen Landbevölkerung gegen die deutschen Feudalherren, wozu er jahrzehntelang Material von Zeitzeugen sammelte. Die meisten seiner Erzählungen, die auf Archivmaterialien und Augenzeugenberichten basieren, erschienen als Fortsetzungsgeschichten in der Presse. Drei Romane veröffentlichte er auch als Buch: Der Roman Vom Schloss auf Hiiumaa nach Sibirien (1937) behandelt den legendären Seeräuber Otto Reinhold Ludwig von Ungern-Sternberg, wie es später auch Herman Sergo in seinem Roman Der Strandräuber tat; Der König von Estland (1937) thematisiert einen Aufstand von 1805; Die Tochter des Geistlichen (1940) ist ein historischer Roman, der im 16. Jahrhundert in Estland spielt.
Parallel dazu hat Aitsam eine umfangreiche Materialsammlung zu den Revolutionsereignissen von 1905 zusammengestellt, die jedoch zu seinen Lebzeiten nicht veröffentlicht wurde. Sie erschien erst 2011 in einer reich bebilderten und kommentierten Ausgabe.
Außerdem verfasste Aitsam auch einige Schauspiele.

## Auszeichnungen
- 1937 Orden des weißen Sterns IV. Klasse

## Bibliografie
- Koerakaswatuse eriteadlane. Näituse jant 2 waatuses ('Der Spezialwissenschaftler für Hundeerziehung. Schwank in zwei Aufzügen'). Tallinn: s.n. 1923. 39 S.
- Salmisto. 1905. a. revolutsiooni päevilt. Rahvatükk 4 vaatuses ('Salmisto. Aus den Tagen der Revolution von 1905, Volksstück in 4 Akten'). Tallinn: Mutsu 1925. 147 S.
- Maakuld. Rahvatükk 4 vaatuses ('Erdgold. Volksstück in 4 Akten'). Tallinn: Eesti Haridusliit 1930. 120 S.
- Hiiu lossist Siberisse ('Vom Schloss auf Hiiumaa nach Sibirien'). Tallinn: Tallinna Eesti Kirjastus-Ühisus 1937. 175 S.
- 1905. aasta Läänemaal. Eel- ja järellugudega, isiklikke mälestusi ja uurimusi ('1905 in Läänemaa. Persönliche Erinnerungen und Untersuchungen mit Vor- und Nachgeschichte'). 	Tallinn: s.n. 1937. 423 S.
- Eestimaa kuningas ('Der König von Estland'). Tallinn: M. Aitsam 1938. 586 S.
- Laanekotkas; Rahutused Rae mõisas ('Der Urwaldadler; Unruhen auf dem Gut Rae'). Tallinn: M.Aitsam 1939. 122 S.
- Hiislari tütar ('Die Tochter des Geistlichen'). Tallinn: M. Aitsam 1940. 509 S.